# Rue Oswaldo-Cruz
La rue Oswaldo-Cruz est une voie du 16e arrondissement de Paris, en France.

## Situation et accès

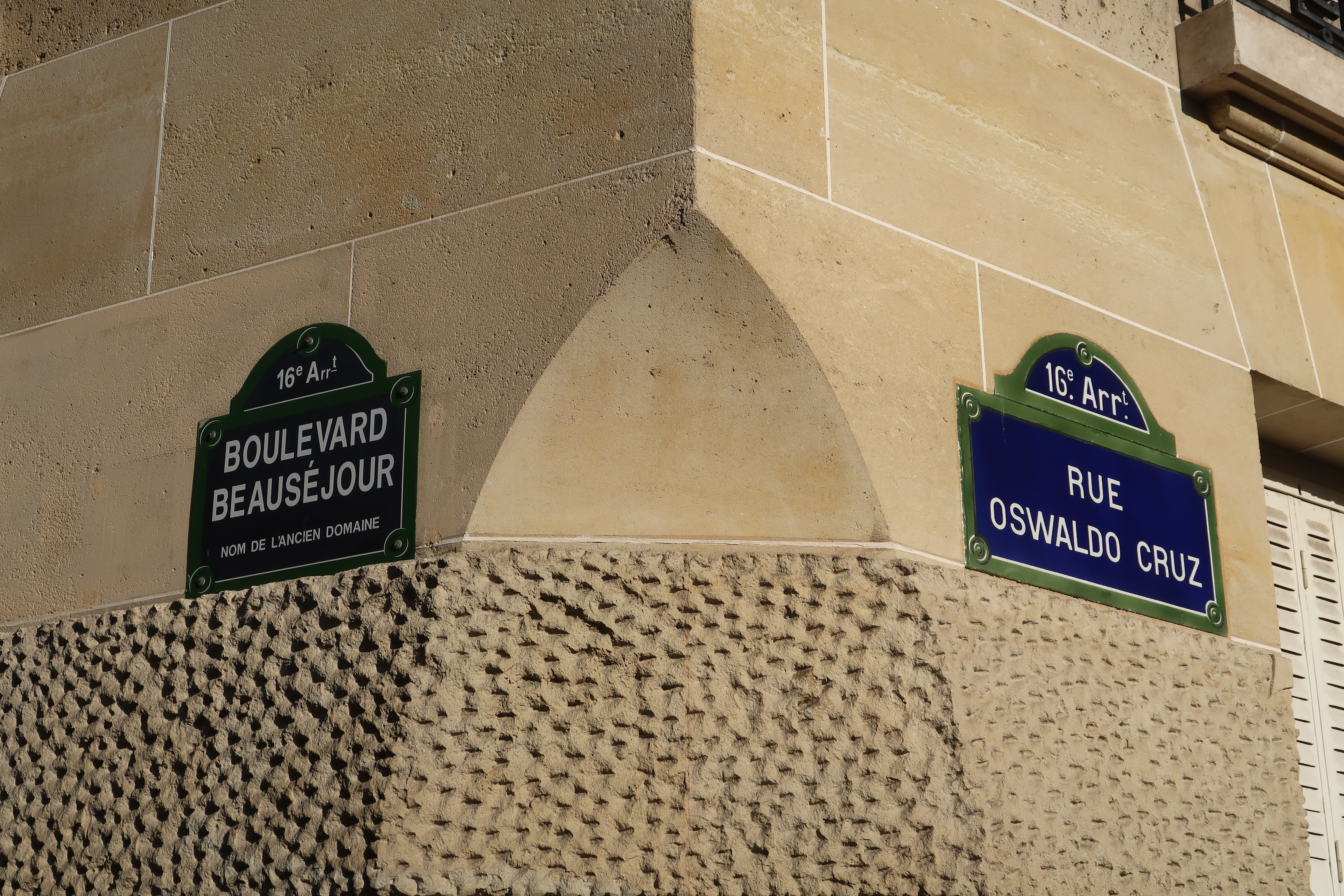
Plaques au croisement avec le boulevard de Beauséjour.

La rue Oswaldo-Cruz est une voie publique située dans le 16e arrondissement de Paris. Elle débute au 88 bis, rue du Ranelagh et se termine au 31-35, boulevard de Beauséjour.

## Origine du nom

Oswaldo Cruz.

Elle porte le nom du médecin hygiéniste brésilien Oswaldo Cruz (1872-1917).

## Historique
Cette voie est ouverte sous le nom de rue Christiania par un arrêté du 27 novembre 1928, au sein d'un lotissement appartenant à MM. Cardoso et Sabot. Elle est classée par un arrêté de 1933, dans le quartier de La Muette.
L'architecte Louis Duhayon y construit plusieurs immeubles Art déco, en 1933.

## Bâtiments remarquables et lieux de mémoire
- No 2 bis : le réalisateur Georges Lautner (1926-2013) y vécut.
- No 5 : représentation permanente de la France auprès de l'OCDE (autre bâtiment au 21, rue Octave-Feuillet). Le site a auparavant accueilli le commissariat à la Réforme de l'État[5].
- No 12 : villa Oswaldo-Cruz, voie privée.

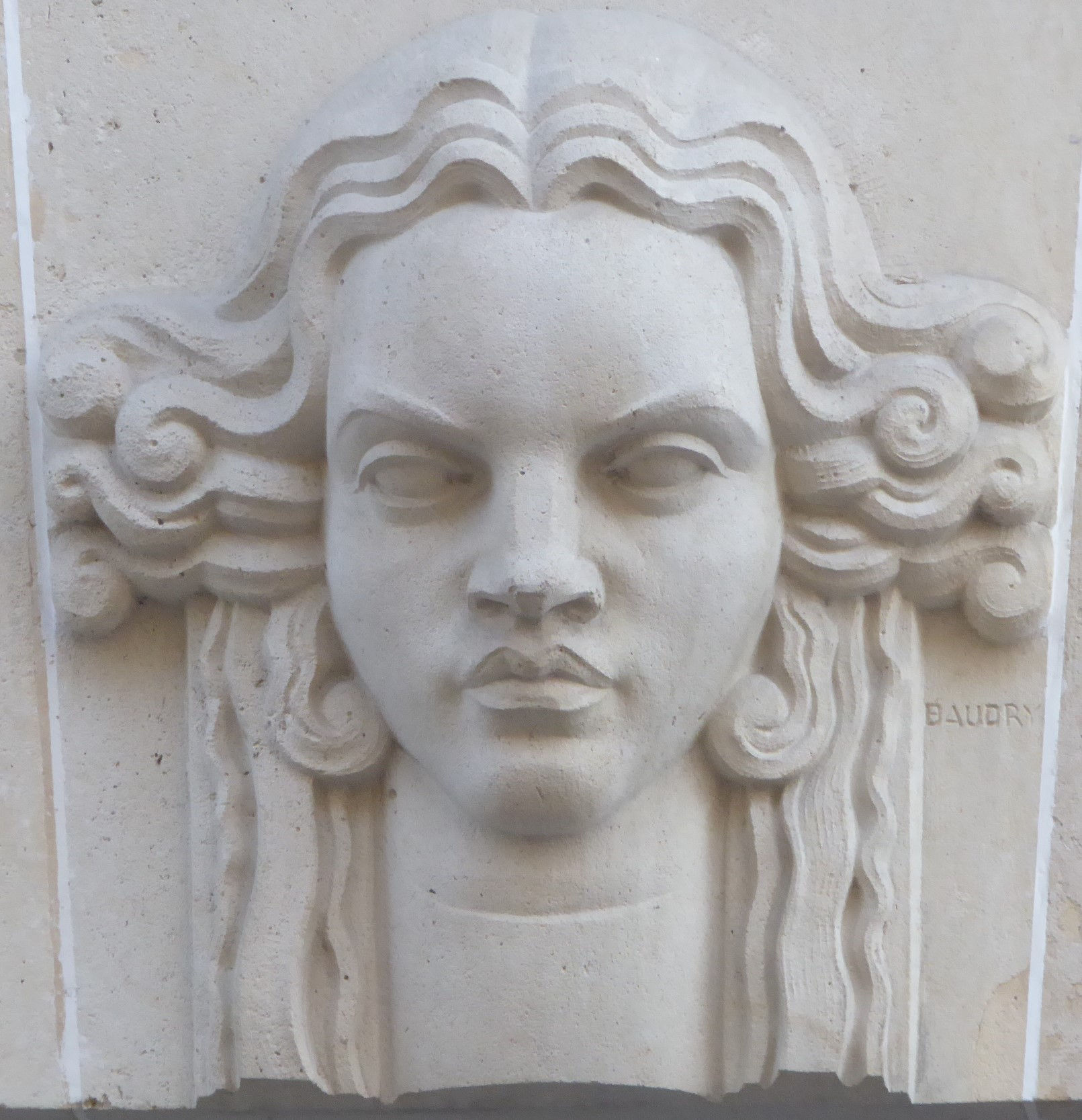
Mascaron au-dessus de l'entrée du no 4.
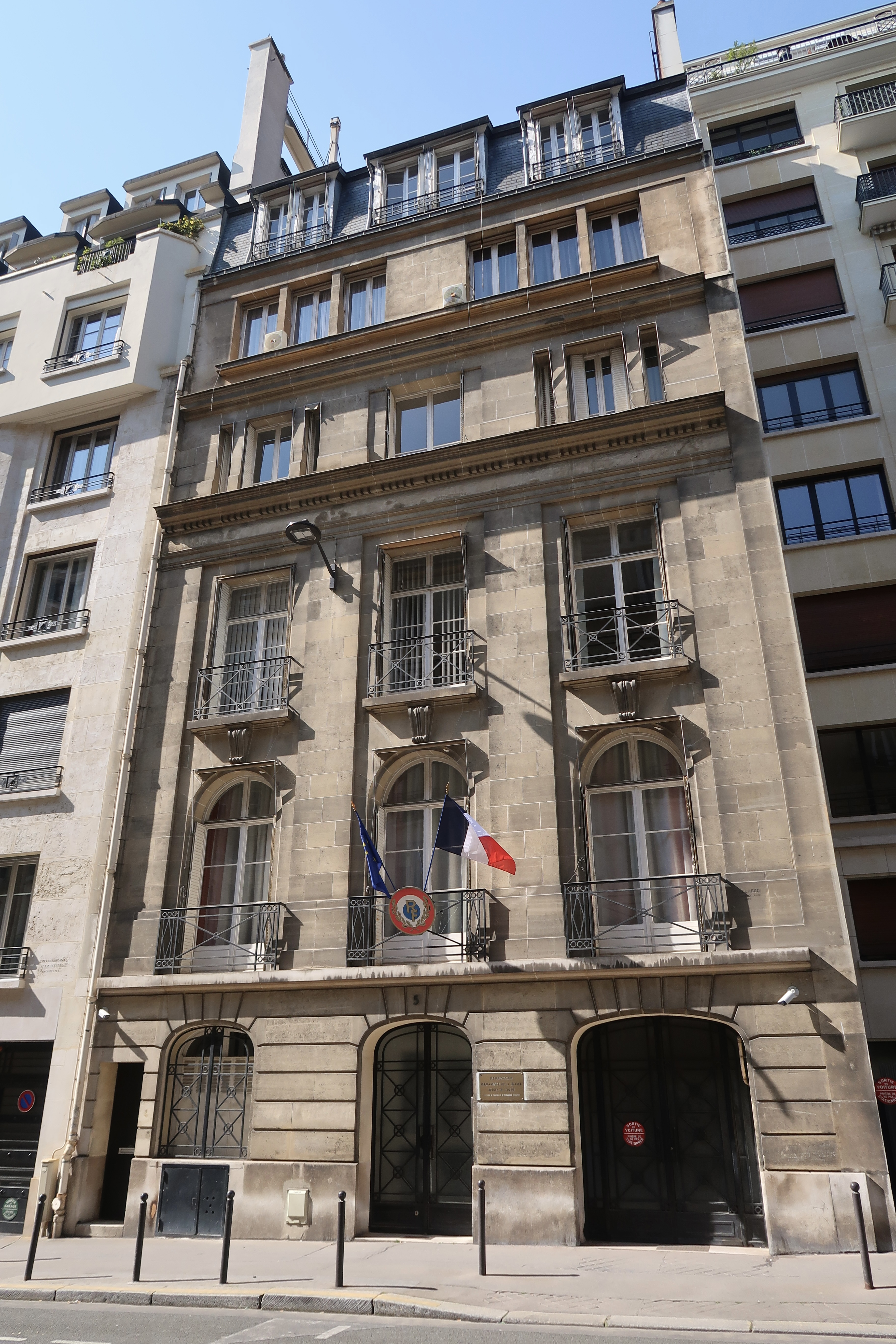
No 5.